# 史直臣
史直臣（1511年—？），字子忠，號鹤峰，順天府涿州人，民籍，明朝政治人物。

## 生平
嘉靖二十五年（1546年）丙午科順天府鄉試第六十六名舉人。嘉靖二十六年（1547年）聯捷丁未科會試第一百四十五名，登第二甲第六十四名進士。大理寺觀政，授工部主事，歷官工部員外郎、陕西佥事，降苏州府通判，遷潞安府同知、松江府同知，嘉靖三十八年（1559年），任松江府知府。升山西副使、山东右参政，累官陕西按察使，隆慶元年（1567年）八月升山东右布政使，调河南，五年（1571年）三月升山西左布政使。

## 家族
曾祖史仲善，曾任戶部主事 贈通議大夫都察院右副都御史；祖父史俊，按察司僉事 贈通議大夫都察院右副都御史；父史道，前通議大夫兵部左侍郎。母安氏（封淑人）。具庆下。兄欽臣、寅臣、良臣、儒佐、尚德。弟献臣，官生；朝臣；纯臣；吉臣；聘臣；佑儀、尚仁。子孚先、光先（举人）、德先（锦衣千户）、茂先（捡校）、洪先（生员）、立先（西城正兵马）。